# Rudolf Lebius
Rudolf Lebius (* 4. Januar 1868 in Tilsit; † 4. April 1946 in Berlin) war ein deutscher Journalist, Gewerkschafter und Politiker.

## Leben und Wirken
Lebius war der Sohn eines Getreidegroßhändlers. Nach dem Abitur studierte er in Berlin Zahnmedizin, Philologie und Jura. Nach dem Tod seines Vaters im Jahr 1892 musste er sein Studium aufgeben. Er arbeitete als reisender Redakteur zunächst bei mehreren bürgerlichen Blättern.
Bekannt mit den Söhnen von Wilhelm Liebknecht, trat er der SPD bei und schrieb u. a.für die Parteizeitung Vorwärts. Als Redakteur der Rheinisch-Westfälischen Arbeiter-Zeitung wurde er wegen verleumderischer Artikel zu zwei Haftstrafen verurteilt, die er zwischen dem 22. Februar und 15. März 1900 im Amtsgerichtsgefängnis Dortmund sowie zwischen dem 13. Oktober 1900 und dem 12. Januar 1901 in der Königlichen Strafanstalt Münster verbüßte. Ende 1903 trat Lebius aus der SPD wieder aus.
1904 betätigte er sich für die liberale Dresdner Sonntagszeitung Sachsenstimme und kaufte das Blatt. Er leitete die Sachsenstimme, die chronisch unter Geldmangel litt, als alleiniger Herausgeber.
1905 musste Lebius sein Blatt einstellen. Als Mitglied rechtsgerichteter Vereine bekämpfte er nun die SPD und linke Gewerkschaften. 1907 veröffentlichte der Vorwärts einen Artikel mit der Überschrift Ist Lebius ein Ehrenmann?.
Durch die neue Popularität seines Namens wurde Lebius 1906 Vorsitzender des Gelben Arbeiterbundes. Inzwischen im Besitz seines Erbteils, lebte er in Berlin und gab mehrere kurzlebige Zeitschriften mit nationalistisch-rechtsradikaler Tendenz heraus.
1918 gründete er eine Nationaldemokratische Partei, die gegen die Vormacht des Großkapitals, gegen die Aufnahme von Juden in den Staatsdienst und alles „Undeutsche“ eintrat und sich 1923 wieder auflöste.

## Die Auseinandersetzung mit Karl May
Anfang Mai 1904 suchte er den bekannten  Abenteuerschriftsteller Karl May auf und bot ihm an, für ihn zu werben, wenn er ihm ein Darlehen gewähre, doch May lehnte ab. Im September 1904 drohte er ihm auf einer anonymen Postkarte mit Enthüllungen, doch May reagierte nicht.
Zwischen dem 11. November und 25. Dezember 1904 erschienen in der Sachsenstimme mehrere gegen May gerichtete Artikel mit einer Anspielung auf seine Vorstrafen. Bei einem von May angestrengten Beleidigungsprozess, den May gewann, konnte Lebius die Akten über Mays Vorstrafen einsehen.
1908 publizierte er die Broschüre Karl May – ein Verderber der deutschen Jugend. In der Zeitschrift Bund und vier Flugblättern diffamierte er May mit fragwürdigen Informationen, unter anderem unter Berufung auf Mays erste Ehefrau Emma Pollmer, die er aufgesucht hatte. In einem Privatbrief an die Opernsängerin Selma vom Scheidt nannte er May einen „geborenen Verbrecher“. Karl May strengte in der Folge mehr als zwei Dutzend Prozesse wegen Beleidigung u. a. an, die bis zu seinem Tod anhielten.
Lebius lancierte Presseartikel, die verbreiteten, May sei der Anführer einer Räuberbande gewesen, und von vielen Zeitungen nachgedruckt wurden. Eine Beleidigungsklage Mays wegen des Begriffes „geborener Verbrecher“ wurde am 12. April 1910 vor einem Schöffengericht in Berlin-Charlottenburg abgewiesen. Bei dem Begriff „geborener Verbrecher“, den Lebius in einem Privatbrief benutzt hatte, handle es sich um einen wissenschaftlichen Terminus, der Ausdruck stelle somit keine Beleidigung dar. May legte Berufung gegen das Urteil ein.
Lebius veröffentlichte nun seine umfangreichste gegen May gerichtete Schrift: Die Zeugen Karl May und Klara May – ein Beitrag zur Kriminalgeschichte unserer Zeit. Lebius erhob darin weit ausholend Vorwürfe gegen May und veröffentlichte belastende Gerichtsakten. In den Mittelpunkt stellte er ein Gespräch mit May, in dem er fragte, warum May den Anschein erwecke, er habe seine Geschichten selbst erlebt, worauf dieser eine Zweiseelentheorie entwickelt habe. Die Verbreitung der Schrift wurde durch eine gerichtliche Verfügung am 13. Dezember 1910 untersagt.
Die entscheidende Verhandlung fand am 18. Dezember 1911 vor dem Gericht in Berlin-Moabit statt. In der dramatischen Hauptverhandlung stellte das Gericht diesmal fest, mit der Bezeichnung „geborener Verbrecher“ sei die Absicht der Beleidigung gegeben, und Lebius wurde wegen Beleidigung zu einer Geldstrafe von 100 Mark oder ersatzweise zwanzig Tagen Haft verurteilt.

## Sonstiges
- In dem Fernsehfilm „Freispruch für Old Shatterhand“ (1965) von Hans Heinrich wurde Lebius von Tony Herbert dargestellt. Den Karl May spielte Friedrich G. Beckhaus (bekannt aus der Fernsehserie Raumpatrouille).

- In dem Biografie-Spielfilm „Karl May“ (1974) von Hans-Jürgen Syberberg wurde „Rudolf Lebius“ von Willy Trenk-Trebitsch dargestellt. Den „Karl May“ spielte Helmut Käutner.

- In der Fernsehserie „Karl May“ (1992) von Klaus Überall wurde Lebius von Dieter Mann dargestellt. Den „Karl May“ spielte Henry Hübchen.